# Embório (Kozáni)
Embório, en grec moderne : Εμπόριο, est un village du dème d'Éordée, district régional de Kozáni, en Macédoine-Occidentale, Grèce.
Selon le recensement de 2011, la population du dème et du village s'élève à 804 habitants.